# Sphaeriestes viridiaeneus
Sphaeriestes viridiaeneus là một loài bọ cánh cứng trong họ Salpingidae. Loài này được Randall miêu tả khoa học năm 1838.